# Poul Vad
Poul Vad, född 27 april 1927 i Silkeborg i Danmark, död 18 augusti 2003, var en dansk författare, konsthistoriker och konstkritiker.
Poul Vad växte upp i Silkeborg och studerade konsthistoria från 1947 på Københavns Universitet, med magisterexamen 1958. Han debuterade som diktare 1956 och utvecklade ett författarskap med romaner, konsthistoriska böcker och som konstkritiker. Som konsthistoriker har han skrivit en rad monografier om i första hand danska modernistiska konstnärer. 
Han var under många år konstkritiker på Jyllands-Posten och rådgivare till Holstebro Kunstmuseum, som han medverkade i att bygga upp. 